# Neolitsea purpurascens
Neolitsea purpurascens là loài thực vật có hoa trong họ Nguyệt quế. Loài này được Yen C. Yang miêu tả khoa học đầu tiên năm 1945.